# Manfred von Richthofen
Manfred Albrecht Freiherr von Richthofen (Breslavia, 2 maggio 1892 – Vaux-sur-Somme, 21 aprile 1918) è stato un aviatore e ufficiale tedesco.
Viene ricordato come un asso dell'aviazione: più precisamente, come l'asso degli assi, essendogli ufficialmente accreditate 80 vittorie aeree durante la prima guerra mondiale, prima di essere abbattuto il 21 aprile 1918. Eroe dei tedeschi e rispettato dai suoi nemici, fu una delle principali figure della guerra, ricordato con l'appellativo der Rote Baron (il Barone Rosso).

## Biografia

### I primi anni
Quello che per i francesi era le diable rouge e per gli inglesi the Red Baron, nacque il 2 maggio 1892 a Breslavia, capitale della regione della Slesia, nell'Impero Tedesco (ora in Polonia). Era il secondo figlio (dopo la sorella Elisabeth "Ilse") della nobildonna Kunigunde von Schickfus und Neurdoff e del barone Rittmeister Albrecht Philip Karl Julius von Richtofen (1859-1920), ufficiale di fanteria arruolato nel Leib-Kürassier-Regiment di base a Breslavia, dove nacque anche il fratello di Manfred, Lothar von Richthofen, che a sua volta sarebbe divenuto aviatore.
Ancora bambino, Manfred si trasferì con la famiglia a Schweidnitz (oggi Swidnica, in Polonia). In gioventù praticò spesso e con entusiasmo caccia ed equitazione, seguendo la orme del padre (soldato che faceva parte della cavalleria imperiale).
Completò l'addestramento alla scuola per cadetti di Wahlstatt (Legnickie Pole in Polacco) e in seguito fu addestrato nella Reale Accademia militare prussiana a Groß-Lichterfelde, dalla quale uscì nella primavera del 1911. Assegnato come alfiere al 1º Reggimento Ulani "Imperatore Alessandro III" a Ostrovo, a pochi chilometri dalla frontiera russa, nel 1912 fu nominato sottotenente.

### La prima guerra mondiale
Devoto al regime autocratico del kaiser Guglielmo II fino alla morte, già all'inizio della prima guerra mondiale compì diverse azioni sul fronte orientale: il 2 agosto 1914 passò la frontiera russa col suo reggimento, che poco dopo fu trasferito a ovest. Fu in Lussemburgo, entrò in Belgio sempre col 1° Ulani e fronteggiò i Francesi a Verdun, dove passò mesi in trincea: non c'era niente da fare per gli Ulani, in quel periodo di forzata inattività, e Manfred scrisse alla madre lamentando che, mentre lui passava le ore in trincea, il fratello Lothar combatteva sul fronte orientale, ma per il coraggio dimostrato per le ricognizioni sotto il fuoco nemico, ricevette la Croce di Ferro il 23 settembre 1914.
Nel maggio 1915 fu accolta la sua domanda d'entrare nella Luftstreitkräfte, l'aviazione tedesca: superato l'addestramento a Großenhain, ai primi di giugno venne destinato al 7º Reparto Complementi dell'aviazione di Colonia per un corso osservatori. Nei mesi di giugno, luglio e agosto 1915 tornò al fronte orientale e operò come osservatore aereo durante l'avanzata di Mackensen da Gorlice a Brest-Litovsk.
Il 21 agosto, in seguito a un nuovo improvviso trasferimento, ripassò al fronte occidentale e fu assegnato a Ostenda: qui iniziò l'addestramento come osservatore su un "aereo da battaglia". Ebbe il suo primo duello aereo il 1º settembre 1915 contro un apparecchio inglese, e rientrò senza troppi danni e senza alcun successo. Segnò la sua prima vittoria nel corso della battaglia della Champagne abbattendo un Farman biposto, che però precipitò dieci chilometri oltre le linee, in territorio alleato, per cui, secondo le regole del tempo, non gli fu accreditato.

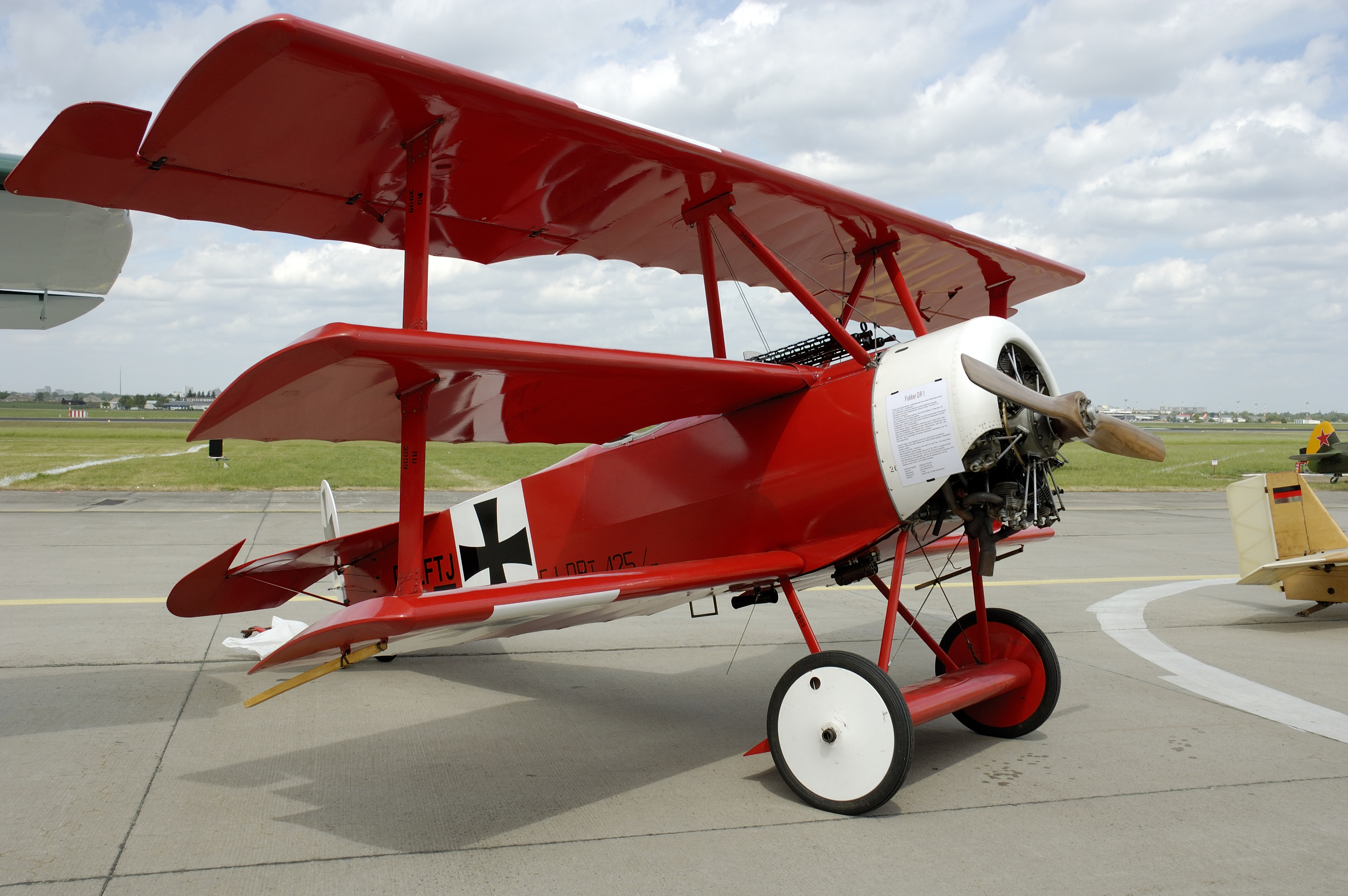
Ricostruzione del celebre triplano Fokker Dr.I del Barone Rosso.

Il 1º ottobre 1915, durante un viaggio in treno mentre si stava recando alla Brieftauben Abteilung di Metz (BAM), Manfred conobbe il miglior pilota da caccia tedesco dell'epoca, Oswald Boelcke, che molto contribuì al suo futuro successo.
Nel novembre 1915 Richthofen andò a Berlino per sostenere gli esami da pilota a Döberitz. Il 25 dicembre 1915 superò il terzo esame e nel marzo 1916 fu assegnato al 2º Stormo da combattimento, in quel periodo a Verdun. Ebbe la sua prima vittoria da pilota da caccia abbattendo un Nieuport sul forte di Douamont il 26 aprile 1916, ma anche stavolta l'aereo cadde entro le linee francesi, così non gli fu accreditato.
Nel giugno 1916 venne trasferito in Russia con tutto il suo reparto, e operò prevalentemente come bombardiere dalla base di Kowel. In agosto Boelcke arrivò a Kowel per visitare il fratello e cercare piloti per lo stormo da caccia che gli era stato ordinato di organizzare e portare in combattimento sulla Somme, così chiese personalmente a Richthofen se volesse farne parte. Questi accettò, e il 17 settembre 1916, nei pressi di Cambrai, costrinse un aereo inglese all'atterraggio nei pressi di un campo volo tedesco: fu la sua prima vittoria ufficialmente riconosciuta.
Alla fine del 1916, in occasione della sua sedicesima vittoria, fu decorato con il Pour le Mérite, il più prestigioso premio militare tedesco della prima guerra mondiale, una croce smaltata di blu chiamata anche "Blauer Max" e gli fu affidato il comando della Jasta 11 (abbreviativo di Jagdstaffel, squadriglia da caccia), che in seguito sarebbe diventata nota come il Circo Volante in virtù dei vivaci colori che decoravano gli apparecchi ma anche per l'abilità dei piloti, scelti attentamente da Richtofen. Tra di essi c'erano il fratello di Manfred, Lothar, e il cugino Wolfram. Tra i componenti della squadriglia spiccava il nome, divenuto poi famoso, di Hermann Göring, futuro capo della Luftwaffe e massimo gerarca nazista.
L'appellativo di Barone Rosso gli venne appunto dal fatto che molti degli aerei da lui pilotati, a partire dall'Albatros D.III, erano completamente dipinti di rosso. Abbattuto senza conseguenze a metà marzo 1917, continuò a cogliere una vittoria dopo l'altra. Il 24 giugno 1917 ricoprì l'incarico di comandante di una nuova unità appena formata, il Primo stormo da caccia, che comprendeva le squadriglie 4, 6, 10 e 11. Questo Jagdgeschwader (stormo da caccia) doveva essere un'unità autosufficiente, con lo scopo di ottenere la superiorità aerea in settori decisivi, per contrastare le sempre più consistenti formazioni del Royal Flying Corps britannico.

### L'ultima missione

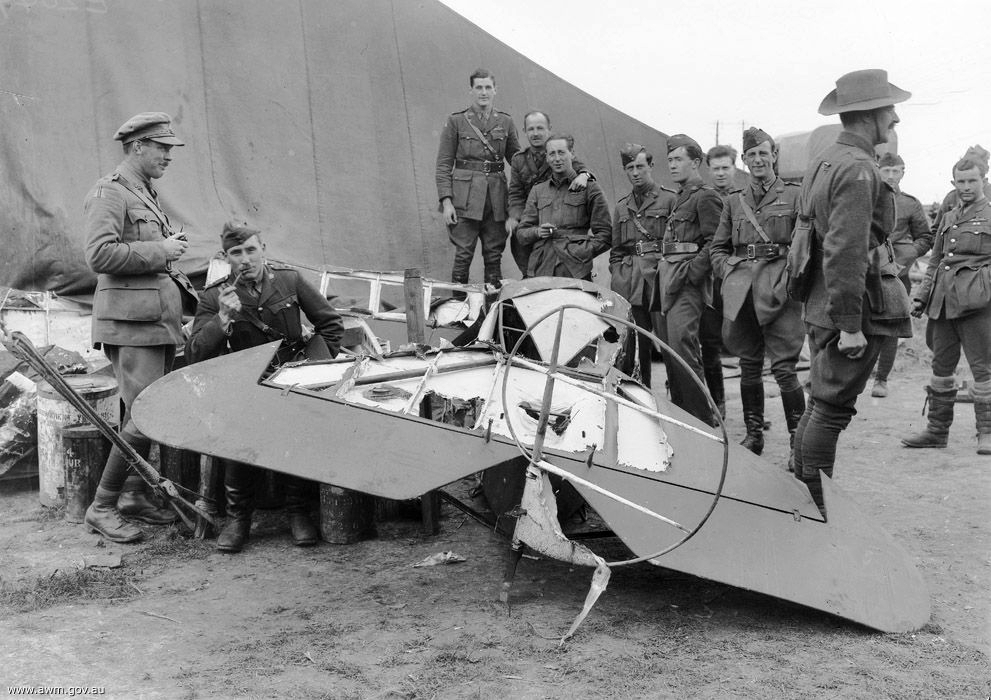
Dopo l'atterraggio di fortuna, il triplano di Richtofen fu preda dei cacciatori di souvenir.

Il 21 aprile 1918 decollò dal campo di Cappy con altri nove piloti, fra cui suo cugino Wolfram von Richthofen, che era alle sue prime missioni di guerra: insieme incontrarono i Sopwith Camel della 209ª squadriglia della neoistituita Royal Air Force. Il giovane tenente canadese Wilfrid May vide che Wolfram von Richthofen restava, come lui, ai margini del combattimento aereo, e gli andò in caccia mettendosi in coda. Accorgendosi che suo cugino era in pericolo, il Barone Rosso inseguì Wilfrid May, il quale, con la mitragliatrice inceppata, cercava di allontanarsi. Questa era di solito la sua tecnica abituale: cercare gli aerei in difficoltà e prenderli in caccia. Tuttavia stava sempre attento a non portarsi sulle linee nemiche, ma quel giorno non prese questa precauzione. Forse a causa della stanchezza fu certamente poco prudente nel sorvolare a bassa quota le linee nemiche.
Vedendo il triplano di Manfred von Richthofen in procinto d'attaccare May, il capitano Arthur Roy Brown, altro pilota canadese, decise a sua volta di attaccare il Barone Rosso. Ben presto i tre aerei si ritrovarono a bassissima quota sulla terra di nessuno che separava i due fronti. Richthofen desistette dall'inseguimento, ma sembra che avesse calcolato male la sua posizione per cui, quando fece la virata per tornare indietro, sorvolò una delle zone più munite del fronte della Somme. Colpito da proiettili provenienti dalle trincee, il triplano atterrò intatto in una zona controllata dagli australiani appena a nord del villaggio di Vaux-sur-Somme.
Alcuni testimoni oculari raccontarono che von Richthofen era già morto, riverso sulla cloche; altri che sopravvisse ancora alcuni minuti prima di emettere un ultimo sospiro, Kaputt, riferito al suo aeroplano. Un caccia inglese lasciò cadere sul campo-base tedesco di Cappy il seguente messaggio: "AL CORPO D'AVIAZIONE TEDESCO. Il capitano barone Manfred von Richtofen è stato ucciso in battaglia il 21 aprile 1918 e seppellito con tutti gli onori militari". Il capitano Brown, ritenuto uno dei possibili abbattitori del Barone Rosso, non rivendicò mai ufficialmente la vittoria; recenti ricerche ne attribuiscono l'abbattimento al sergente mitragliere Cedric Popkin oppure all'artigliere Robert Buie o, il più probabile tra tutti questi, all'artigliere "Snowy" Evans. Tali soldati facevano tutti parte della contraerea australiana della 1st AIF.
Von Richthofen avrebbe compiuto da lì a undici giorni il suo ventiseiesimo compleanno.

### Sepoltura

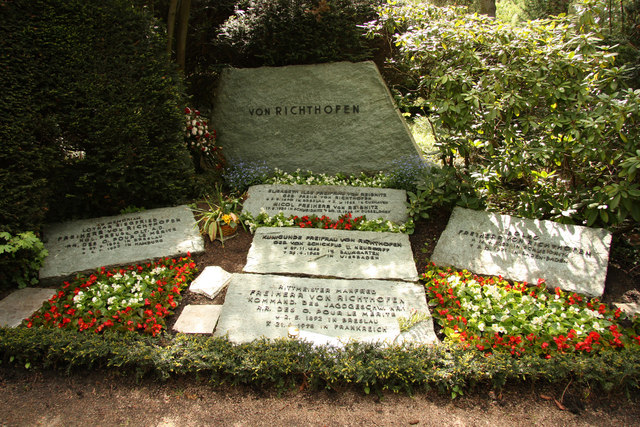
La tomba familiare.

Le sue spoglie furono ospitate nel cimitero del villaggio di Bertangles, vicino ad Amiens. Finita la guerra, nel 1919 furono traslate nel Cimitero Militare Tedesco di Fricourt, sulla Somme. Il 16 novembre 1925 il feretro del Barone Rosso attraversò il Reno e fu accolto da una folla raccolta a Kehl, gli furono tributati grandi funerali di Stato e fu seppellito insieme ai più grandi eroi tedeschi nell'Invalidenfriedhof a Berlino. Dopo la seconda guerra mondiale, questo cimitero si ritrovò nel settore Est di Berlino: allora la famiglia, temendo che la tomba non venisse più curata, chiese e ottenne, nel 1976, la traslazione delle spoglie nel cimitero sud di Wiesbaden, nella cappella di famiglia, vicino a sua madre e sua nonna.

## Cinematografia
- La caduta delle aquile (The Blue Max), diretto da John Guillermin (1966);
- Il Barone Rosso (Von Richthofen and Brown), diretto da Roger Corman (1971);
- Il Barone Rosso (The Red Baron), diretto da Nikolai Müllerschön (2008).

## Nella cultura di massa
- Il gruppo spagnolo dei Barón Rojo, nato nel 1980, prende il nome dal celebre aviatore.
- Il personaggio di Corto Maltese creato da Hugo Pratt assiste in una sua avventura all'abbattimento del celebre aviatore.
- Barone Rosso è il nemico contro cui combatte Snoopy nelle strisce a fumetti dei Peanuts quando immagina di essere un aviatore della prima guerra mondiale. Queste battaglie immaginarie hanno ispirato la canzone Snoopy vs. The Red Baron di Gernhard e Holler, che ha avuto la versione italiana Snoopy contro il Barone Rosso cantata da Giorgio Gaber.
- Le canzoni Death or Glory del gruppo heavy metal inglese Iron Maiden e The Red Baron del gruppo power metal svedese Sabaton sono ispirate al personaggio del Barone Rosso.
- La canzone "Red Baron/Blue Max" del gruppo statunitense Iced Earth è dedicata alle gesta dell'Asso tedesco.
- Char Aznable, pilota dell'iconico Zaku II Rosso in Mobile Suit Gundam è parzialmente ispirato al celebre aviatore. Il suo nome di battaglia è infatti "La Cometa Rossa" e sono entrambi due Assi.
- La DC gli dedica un personaggio a fumetti, "Enemy Ace". Hans Von Hammer, il Martello del Demonio, con il suo triplano rosso abbatte in maniera cavalleresca gli aerei inglesi, francesi, canadesi, australiani e americani. Da notare che è il primo fumetto statunitense ad avere come eroe un nemico. Tuttavia, a differenza del vero barone, sopravvive alla guerra e ha una sua avventura anche nella seconda.

### Annotazioni
1. ↑  Dal 1976.
2. ↑  Dal giugno 1917 all'aprile 1918.
3. ↑  Capitano di cavalleria.
4. ↑  Dal 1º aprile 1918.

### Fonti
1. 1 2 3   Peter Kilduff,, Il Barone Rosso: la vita e le imprese di Manfred von Richthofen, Mondadori, 2003, ISBN 9788804522379, OCLC 799324664.
2. 1 2  (EN) Floyd Phillips Gibbons,, The red knight of Germany, Noontide Press, 1991, ISBN 9780939482382, OCLC 30372251.
3. ↑  (EN) Norman Franks, The Red Baron: a history in pictures, Barnsley, Pen & Sword Books, 2016, ISBN 9781473861220, OCLC 958937299.
4. ↑  (EN) Steven E. Clemente, For King and Kaiser!: the making of the Prussian Army officer, 1860-1914, Fino al 1920 era un comune indipendente a sud-ovest di Berlino. facente parte del distretto governativo prussiano Potsdam, Greenwood Press, 1992,  p. 82, ISBN 0313280045, OCLC 650310359.
5. ↑  (EN) Spencer Tucker, 500 great military leaders, ISBN 1598847570, OCLC 964677310.
6. ↑  Kilduff, pp. 183-184.
7. ↑  (EN) Martin W. Bowman, Voices in Flight: Escaping Soldiers and Airmen of World War I, Pen and Sword, 2017, ISBN 1473863244, OCLC 1001359978.
8. ↑   Jon E. Lewis, Cavalry Skirmish, Etalle, Belgium, 22 august 1914, in A brief history of the First World War, Revised edition, ISBN 1472111745, OCLC 872711916.
9. ↑   Mandred Freiherr von Richtofen, 3, in The Red Battle Flyer [Illustrated Edition], Tannenberg Publishing, 2015, ISBN 1786255561, OCLC 973832336.
10. ↑  (EN) Spencer Tucker,, Priscilla Mary Roberts, e Holger Herwig, World War I: the definitive encyclopedia and document collection, 2nd edition, ISBN 9781851099658, OCLC 894227106 (archiviato il 2 settembre 2017).
11. ↑   Bradford, James C.,, International encyclopedia of military history, ISBN 1135950342, OCLC 908389558.
12. ↑  (EN) Manfred Freiherr von Richthofen, With Olck in Russia (Summer 1915), in The Red Baron, New edition, ISBN 1473819598, OCLC 882480174.
13. ↑   Manfred Freiherr von Richthofen, 1892-1918., Whistling of the first bullets, in The Red Baron, New edition, ISBN 1473819598, OCLC 882480174.
14. ↑   Thorsten Pietsch, Frontflieger - Richthofen-Kollektion 1914 1915 1915 1917 1918, su frontflieger.de. URL consultato il 31 agosto 2017 (archiviato il 1º marzo 2017).
15. ↑  (EN) Peter Kilduff,, Red Baron: the life and death of an ace, David & Charles, 2008,  p. 58, ISBN 0715334093, OCLC 774717167.
16. ↑  (EN) Norrman Frank, From soldier to airman, in The Red Baron: a history in pictures, ISBN 9781473861244, OCLC 958937299.
17. ↑  (EN) Barry Pickthall, The Red Baron: Rare Photographs from Wartime Archives., Pen and Sword, 2015, ISBN 1473865778, OCLC 966546093.
18. ↑  (EN) Michael Dorflinger,, Death Was Their Co-Pilot, Pen and Sword, 2017,  p. 58, ISBN 147385931X, OCLC 974508767.
19. ↑  (EN) Mike O'Connor, Michael Dorflinger,, Von Richthofen's First Victory (I A 16), in Airfields and airmen, L. Cooper, 2003, ISBN 1783409975, OCLC 854586557.
20. ↑  (EN) James Streckfuss, Eyes all over the sky: aerial reconnaissance in the First World War,  p. 33, ISBN 1612003680, OCLC 951749952.
21. 1 2   Gianluca Formichi, Storia illustrata della prima guerra mondiale, Giunti, 1999,  p. 116, ISBN 8809217012, OCLC 743414851.
22. ↑  (EN) James Corum, Wolfram von Richthofen: master of the German air war, University Press of Kansas, 2008,  p. 67, ISBN 9780700615988, OCLC 220421996.
23. ↑  (EN) Peter Kilduff, Red Baron - The Life and Death of an Ace, David & Charles, 1º aprile 2012, ISBN 0715334093. URL consultato il 9 settembre 2017 (archiviato dall'url originale il 9 settembre 2017).
24. ↑  (EN) Paul Boon, The Hawkesbury river: a social and natural history, ISBN 0643107614, OCLC 962481057.
25. ↑  (EN)  Dr. Scott Miller, 2008, "The Death of Manfred von Richthofen: who fired the fatal shot?", in Sabretache: Journal and Proceedings of the Military History Society of Australia, vol. XXXIX, no. 2
26. ↑  (EN)  NOVA, 2003, "Who Killed the Red Baron? Explore Competing Theories" (Public Broadcasting Service)
27. ↑  (EN) Mike O'Connor, Airfields and airmen, Somme, ISBN 1473811759, OCLC 881430633.
28. ↑  (EN) Manfred Freiherr von Richthofen, Introduzione, in Richthofen: the Red Baron in old photographs, 1892-1918,, ISBN 1445633590, OCLC 881656558.